# 1994年尼泊爾大選
1994年尼泊爾大選於當年11月15日在尼泊爾舉行，改選眾議院全部205個席位。本次選舉起因為前任尼泊爾大會政府下臺、國王畢蘭德拉解散议会，最終尼泊尔共产党（联合马列）成為第一大黨，其領導人曼·阿迪卡里就任首相，組成少數政府。

## 背景
1990年人民運動促使尼泊爾國王畢蘭德拉引入君主立宪制。尼泊爾大會在隔年大選中勝選，吉里賈·柯伊拉臘成為首相。不過至1994年，尼泊爾經濟狀況惡化，在野黨並批評政府腐敗；柯伊拉臘亦被指控讓時任尼大主席克里希納·巴塔拉在1994年2月補選中落選議員，造成黨內矛盾。這最終使36位尼大籍眾議員在1994年7月一次投票中棄權，使政府提案無法通過。柯伊拉臘為此辭職，畢蘭德拉遂解散眾議院，進行改選；柯伊拉臘續任看守首相至新任政府上臺為止。

## 競選活動
24個政黨、約1500位候選人參與了這場選舉，爭奪眾議院205個席位。本次選舉主要由尼大與尼泊尔共产党（联合马列）二大政黨競爭：尼大呼籲選民繼續支持，指責共產黨不負責任，希望選民不要將權力交予他們。尼共（聯合馬列）則主張進行土地改革，拆散大型土地所有權，將土地分予無產農民；此外他們承諾普及自來水與電力供應，並讓每個村落擁有至少一部電視機。儘管尼共（聯合馬列）希望限制外商投資和私有化，但同時支持混合经济體制，不支持全面國有化。他們批評當前政府無能、腐敗，表示需要改革。
選舉當日發生了些許暴力事件，共造成一人死亡、15餘人受傷，涉及事件的31個選區為此進行重選；124位國際選舉監察員監察了這場選舉。

## 結果
尼共（聯合馬列）取代尼大成為最大政黨，不過沒有政黨取得絕對多數。君主主義政黨國民民主黨獲得重大勝利，較上次選舉多取得16席，成為第三大黨。
| 黨派                                 | 得票數     | 百分比（%） | 取得席次 | 變動   |
| ------------------------------------ | ---------- | ----------- | -------- | ------ |
| 尼泊尔大会党                         | 2,545,287  | 34.47       | 83       | ▼ 27   |
| 尼泊尔共产党（联合马列）             | 2,352,601  | 31.86       | 88       | ▲ 19   |
| 民族民主党                           | 1,367,148  | 18.51       | 20       | ▲ 16   |
| 尼泊尔亲善党                         | 265,847    | 3.60        | 3        | ▼ 3    |
| 尼泊爾聯合陣線                       | 100,285    | 1.36        | 0        | ▼ 9    |
| 國家人民解放黨                       | 79,996     | 1.08        | 0        | ━      |
| 尼泊尔工农党                         | 75,072     | 1.02        | 4        | ▲ 2    |
| 尼泊爾民主陣線                       | 32,732     | 0.44        | 0        | 不適用 |
| 尼泊爾共產黨（馬克思主義）           | 29,571     | 0.40        | 0        | 不適用 |
| 尼泊爾共產黨（聯合）                 | 29,273     | 0.40        | 0        | 不適用 |
| 尼泊爾大會（比舍斯瓦爾）黨           | 12,571     | 0.17        | 0        | 不適用 |
| 全國人民大會                         | 8931       | 0.12        | 0        | 不適用 |
| 民主陣線                             | 3681       | 0.05        | 0        | 0      |
| 民主人民黨                           | 3082       | 0.04        | 0        | 不適用 |
| 尼泊爾人民議會                       | 1832       | 0.02        | 0        | 不適用 |
| 國家人民黨                           | 1525       | 0.02        | 0        | 0      |
| 聯合人民黨                           | 1346       | 0.02        | 0        | 不適用 |
| 尼泊爾大會（比舍斯瓦爾·普拉薩德）    | 840        | 0.01        | 0        | 不適用 |
| 尼泊爾大會（蘇巴爾納）               | 484        | 0.01        | 0        | 不適用 |
| 人民黨（民主社會主義）               | 404        | 0.01        | 0        | 0      |
| 尼泊爾聯合民主黨                     | 218        | 0.00        | 0        | 不適用 |
| 尼泊爾福利黨                         | 156        | 0.00        | 0        | 不適用 |
| 激進尼泊爾大會                       | 53         | 0.00        | 0        | 不適用 |
| 自由民主黨                           | 18         | 0.00        | 0        | 不適用 |
| 無黨籍                               | 471324     | 6.38        | 7        | ▲ 4    |
| 廢票                                 | 241,071    | 不適用      | 不適用   | 不適用 |
| 總計                                 | 7,625,348  | 100         | 205      | ━      |
| 登記選民及投票率                     | 12,327,329 | 61.85       | 不適用   | 不適用 |
| 資料來源：Nohlen et. al.、尼泊爾研究 |            |             |          |        |

## 影響
選後，尼共（聯合馬列）領導人曼·阿迪卡里著手籌組少數政府。國王畢蘭德拉要求尼共（聯合馬列）與尼大向他解釋為什麼應該允許他們組閣，之後他將決定總理人選。尼大嘗試與國民公眾黨等小黨達成協議以延續統治，不過最終失敗；阿迪卡里就任總理，少數政府建立，成為各君主立憲制國家中第一個共產黨政府，也是亞洲第一個透過民主程序上臺的共產黨政府。